# Dấu huyền
Dấu huyền (◌̀)  (/ɡreɪv/ or /ɡrɑːv/) trong tiếng Việt, Tiếng Pháp, tiếng Hà Lan, tiếng Bồ Đào Nha, tiếng Ý và nhiều ngôn ngữ Tây Âu khác là một dấu thanh nằm ở trên một số nguyên âm. Khi viết ở trên nguyên âm thì phát âm tiếng đó với giọng xuống. Dấu huyền viết bằng một gạch ngang chéo xuống từ trái sang phải.

## Các ngôn ngữ khác
Một số ngôn ngữ khác trên thế giới cũng dùng "dấu huyền" trong cách viết nhưng có thể mang chức năng khác không thuộc phạm vi dấu thanh. Thí dụ như Tiếng Ý thì dùng dấu huyền để đặt cách nhấn âm tiết trong khi tiếng Anh dùng dấu huyền (thường trong thể thơ) để biến nguyên âm câm thành nguyên âm bật tiếng.